# Mont-Saint-Martin, Ardennes
Mont-Saint-Martin là một xã ở tỉnh Ardennes, thuộc vùng Grand Est ở phía bắc nước Pháp.